# Microrregión de João Pessoa
La microrregión de João Pessoa es una de las microrregiones del estado brasileño de Paraíba perteneciente a la mesorregión Mata Paraibana. Su población fue estimada en 2006 por el IBGE en 983.925 habitantes y está dividida en seis municipios. Posee un área total de 1.262,316 km².

## Municipios
| Municipio   | Área (km²) | Población (2007) | PIB en R$ (2005) |
| ----------- | ---------- | ---------------- | ---------------- |
| Bayeux      | 31,784     | 92.891           | 365.216.171      |
| Cabedelo    | 31,265     | 49.728           | 1.481.757.270    |
| Conde       | 172,949    | 19.925           | 204.120.572      |
| João Pessoa | 210,551    | 674.762          | 5.024.603.983    |
| Lucena      | 89,202     | 10.943           | 47.554.507       |
| Santa Rita  | 726,565    | 122.454          | 694.285.044      |
| Total       | 1.262,316  | 970.703          | 7.817.537.547    |